# Paolo Magelli
Paolo Magelli (* 3. März 1947 in Prato) ist ein italienischer Regisseur. Seit 2010 ist er der Intendant des Teatro Metastasio Stabile della Toscana in Prato. Magelli hat mehr als 150 Aufführungen in zahlreichen Ländern realisiert. Zuletzt gewann er 2014 für sein Lebenswerk den Preis des „Festivals MESS“ in Sarajevo. Seine zahlreichen Regiearbeiten machten ihn ab den 1980er Jahren zu einer der kontroversesten und bekanntesten Künstlerpersönlichkeiten des Balkans und darüber hinaus.

## Leben

### Frühe Arbeiten in der Toskana
Magelli studierte Theaterwissenschaft und Slawistik. Seine Tätigkeit als Regisseur begann er bereits vor seinem zwanzigsten Lebensjahr beim Teatro Studio in Prato, welches 1965 gegründet und ab 1968 von Magelli geleitet wurde. Dort arbeitete er unter anderem mit den Schauspielern Pamela Villoresi und Roberto Benigni zusammen.
Kurz darauf wurde er Mitarbeiter Giorgio Strehlers, mit dem er gemeinsame Manifeste zur Reformierung des toskanischen und des italienischen Theaters verfasste. Die in diesen Manifesten formulierten Visionen wurden jedoch nicht umgesetzt. Die Dokumente sind im Haus Medici Riccardi, dem regionalen Regierungssitz in Florenz sowie im römischen Palazzo Montecitorio, dem Parlament, archiviert. Wie der Großteil des Teatro Studio-Ensembles verließ Magelli Prato Ende 1973.

### Arbeiten in Europa
1974 begann er seine Arbeit in Belgrad, zuerst beim Nationaltheater und kurz darauf beim Atelier 212. Hier wird er in allen wichtigen Städten des damaligen Jugoslawiens immer bekannter und gewinnt zahlreiche Preise, beispielsweise in Sarajevo, Zagreb, Ljubljana, Split, Skopje oder Dubrovnik. Ab der Hälfte der 70er Jahre arbeitet er im Rahmen des internationalen Theaterfestivals BITEF, damals Zentrum der europäischen Avantgarde. Dort traf er im Westen noch relativ unbekannte Künstler, unter anderem Robert Wilson, Pina Bausch, Lucian Pintilie, Antoine Vitez und alte Bekannte wie Julian Beck, Judith Malina, Peter Zadek und Benno Besson.
Das Stück Zur schönen Aussicht von Horváth wurde im Rahmen der Wiener Festwochen aufgeführt und tourte durch verschiedene Städte in ganz Europa. Er inszenierte Die Möwe von Tschechow mit dem damals sehr jungen Schauspieler Miki Manojlović in der Hauptrolle und feierte damit in zahlreichen europäischen Städten großen Erfolg.
Nach einem Pariser Gastspiel in Zusammenarbeit mit Atelier 212 inszenierte er Pirandellos Die Riesen vom Berge. Daraufhin wurde er von Emmanuel de Vericourt an das Theatre de l’Est Parisienne (heute Theatre de la Colline) eingeladen und vertiefte dort seine Freundschaft mit Benno Besson. In den folgenden Jahren spielte und inszenierte Magelli dort, während er gleichzeitig im ehemaligen Jugoslawien arbeitet.

### Zeit in Jugoslawien
1985 zog er nach Zagreb. In Kroatien inszenierte er dann die sogenannte „Trilogie des Krieges“, die sich auf die Werke seines Lieblingsautoren Euripides fokussierte. Die Tragödien des griechischen Dichters inszenierte er jeweils an einem besonderen Ort: Die Phönizierinnen (1987) in einem Schloß bei Dubrovnik, Elektra (1988) in einem verlassenen Renaissance-Dorf in den Gebirgen über Spilt sowie 1989 Helena in einer Villa an der Meeresküste: „Wir haben 1990 mit der „Helena“ dann gewissermaßen schon die Nachkriegszeit thematisiert, bevor der Krieg überhaupt gestartet hatte. Euripides hatte mir bereits alles über die jugoslawische Tragödie erzählt.“.
In Kroatien setzte er sich mit der Thematik des Nationalismus auseinander und entwickelte 1987 die Inszenierung Nation. Als Grundlage für die Stückentwicklung dienten Magelli vier Werke des deutschen Schriftstellers Carl Sternheim: Die Hose, Der Snob, 1913 und Das Fossil. Die Inszenierung dauerte über sieben Stunden und wurde am Theater ZKM, wo er indessen künstlerischer Leiter geworden war, aufgeführt. Das Stück thematisierte die Verbindungen zwischen dem Nationalismus und dem Krieg und provozierte die intellektuellen und politischen Kreise Jugoslawiens, während sich das Land bereits auf den Bürgerkrieg vorbereitete. Schon zuvor hatte Magelli das  Stück Die verrückten Tage gestaltet, welches sich aus den Werken Die Hochzeit des Figaro von Beaumarchais und Figaro lässt sich scheiden von Horváth zusammensetzte. Es prophezeite bereits das Scheitern des staatlichen Kommunismus und wurde Ziel zahlreicher kontroverser Besprechungen.
Ab 1989 arbeitete Magelli regelmäßig als Regisseur in Wuppertal. Dort, während der Intendanz Holk Freytags, blieb er bis 1995 und realisierte ein Dutzend Inszenierungen. Dort traf er auch wieder auf Pina Bausch.
Während Magelli sich in Zagreb der Inszenierung von Glaube Liebe Hoffnung widmet, bricht in Jugoslawien der Krieg aus. Aufgrund der angespannten Situation und der Angst vor Bombardierungen wurde das Stück am Mittag aufgeführt, um am Abend kein Aufsehen durch Scheinwerfer zu erwecken (Verdunklung). Eine andere Inszenierung, Der große Zauber von Eduardo De Filippo, konnte er nur in Pula beenden, weil Zagreb mehrmals bombardiert wurde. Sehr bald stellte sich der Regisseur gegen das nationalistische Regime von Franjo Tuđman und unterschrieb ein Dokument zugunsten Bosniens und für die Rechte der Serben in Kroatien.
Magelli trat in verschiedene humanitäre und regimekritische Organisationen ein. Daraufhin war es ihm ab 1992 in Kroatien nicht mehr möglich, Regie zu führen. Stattdessen inszenierte in Deutschland, der Schweiz und Belgien. 1995 entschloss er sich dazu, nochmals in Zagreb zu inszenieren. Er stellte sich also gegen das Regime, da er offiziell nicht berechtigt war. Im halbzerstörten Foyer des Gavella-Theaters arbeitete er an der Inszenierung von Tschechows Kirschgarten, die er aus eigener Tasche finanzierte. Die Vorstellung war ein großer Erfolg und wurde zum Triumph Magellis.

### Internationale Arbeiten
1996 wechselte Magelli seinen deutschen Wohnsitz von Wuppertal nach Wien. Außerdem nahm er Arbeit in Budapest sowie nochmal in Zagreb und Spilt auf. Seine Vorstellungen tourten erneut durch und außerhalb von Europa. Mit der Inszenierung von Tschechows Drei Schwestern gewann Magelli den Preis des „Festivals Sarajevo“. Daraufhin inszeniert er in verschiedenen Städten Lateinamerikas.
2000 arbeitete er im Hinblick auf das Jubiläum der Kreuzzüge beim Nationalen Palästinensischen Theater in Ramallah und bei israelischen Theaterhäusern in Akko und Haifa. Dieses Treffen bot die letzte Gelegenheit einer Zusammenarbeit zwischen palästinensischen und israelischen Schauspielern, bevor die Zweite Intifada zwischen den jeweiligen Ländern begann. An diesem Projekt beteiligte sich Goran Bregowitsch mit seinem Orchester. In Rennes inszenierte und spielte Magelli das Stück Die Utopie ermüdet Schnecken, das in Frankreich große Erfolge feierte. 2003 zieht er von Wien nach Dresden und arbeitet dort bis 2009 als Regisseur beim Staatsschauspiel.
Im Juni 2010, nach seiner Ernennung zum außerordentlichen Professor bei der Akademie für darstellende Künste der Universität Zagreb, wird Magelli Intendant des Teatro Metastasio Stabile della Toscana. Zudem inszeniert er seit 2010 in unregelmäßigem Abstand im Schauspielhaus Dortmund, u. a. 2011 „Leonce und Lena“ und 2015 die Uraufführung „Elektra“ von Alexander Kerlin.